# 8 de noviembre
El 8 de noviembre es el 312.º (tricentésimo duodécimo) día del año en el calendario gregoriano y el 313.º en los años bisiestos. Quedan 53 días para finalizar el año.

## Acontecimientos
- 392: en el Imperio romano el emperador Teodosio el Grande prohíbe todos los cultos no cristianos.
- 1517: En España, fallece el arzobispo de Toledo, el Cardenal Cisneros, tras lo cual el rey Carlos I nombra como sucesor a Guillermo de Croy, extranjero, de 20 años y sobrino de su consejero. Esto provocó indignación en Castilla, siendo uno de los detonantes de la Guerra de las Comunidades de 1520.
- 1519: en el actual México, el militar español Hernán Cortés llega a las puertas de la capital Tenochtitlán y el emperador Moctezuma sale a recibirlo.
- 1520: en Suecia, el ejército danés realiza una invasión y asesina a 100 personas.
- 1539: el rey español Carlos I concede escudo de armas y título de ciudad a la nueva villa de Guadalajara (en México).
- 1557: en Chile, las tropas del gobernador García Hurtado de Mendoza se enfrentan por primera vez contra los araucanos del cacique Turcupichun en la batalla de Lagunillas.[1]
- 1576: en el marco de la guerra de los Ochenta Años se firma la Pacificación de Gante: los Estados Generales de los Países Bajos acuerdan una serie de medidas para la pacificación, en el marco de la sublevación contra Felipe II, rey de España y señor de Flandes.
- 1602: en Oxford se abre al público la Biblioteca Bodleiana de la Universidad de Oxford.
- 1620: cerca de Praga ―en el marco de la guerra de los Treinta Años― los imperialistas católicos españoles y alemanes vencen a los rebeldes bohemios en la batalla de la Montaña Blanca.
- 1793: en París se abre al público el Museo del Louvre.
- 1808: en Haití, el patriota dominicano Juan Sánchez Ramírez derrota a las tropas francesas.
- 1820: en Guayaquil, actual Ecuador, se establece la Provincia Libre de Guayaquil.
- 1837: en los Estados Unidos, Mary Lyon funda el Seminario Feminista del Monte Holyoke, que se convertirá en el Mount Holyoke College.
- 1838: el músico polaco Federico Chopin y la escritora francesa George Sand llegan a la isla de Mallorca (mar Mediterráneo), donde vivirán un romance.
- 1849: en el marco de la Conferencia de León, El Salvador, Honduras y Nicaragua firman un convenio mediante el cual establecen la Representación Nacional de Centroamérica.
- 1861: en el marco de la Guerra Civil de Estados Unidos sucede el caso Trent: el buque de guerra USS San Jacinto ataca al barco británico de correos Trent y arresta a dos confederados, empezando una crisis diplomática entre el Reino Unido y los Estados Unidos.
- 1883: en Honduras, el general Luis Bográn comienza su mandato presidencial.
- 1887: en los Estados Unidos, el inventor judeoalemán Emile Berliner patenta el gramófono.
- 1889: en los Estados Unidos, Montana es admitida como el estado número 41.
- 1895: en Múnich (Alemania), el físico Wilhelm Röntgen, mientras realiza experimentos con electricidad, descubre los rayos X.
- 1901: en Atenas se libran sangrientos combates después de la traducción de los Evangelios cristianos al griego demótico.
- 1902: en La Habana (Cuba) se acuerda realizar la llamada Huelga de los aprendices, que será la primera huelga general de la recién proclamada República de Cuba.
- 1915: el Congreso español aprueba el proyecto de ley de bases navales.[2]
- 1917: en San Petersburgo (Rusia) el acorazado Aurora de la armada rusa, se subleva frente al Gobierno provisional, y apunta sus cañones hacia el Palacio de Invierno (residencia de la familia imperial) en señal de apoyo hacia las fuerzas bolcheviques, presagiando así el destino de las Fuerzas armadas en la Revolución de Octubre. En Moscú, los comisarios del pueblo le dan autoridad a Vladimir Lenin, León Trotski y Iósif Stalin.
- 1923: en la cervecería Bürgerbräukeller, de la ciudad de Múnich (Alemania), Adolf Hitler y sus nazis llevan a cabo el Putsch de la Cervecería, intento fallido de golpe de Estado organizado contra la república democrática. Hitler cae preso.
- 1926: en Nicosia (Chipre) se funda el Apoel Football Club.
- 1926: la isla de Luzón (Filipinas) es arrasada por un tifón que causa la muerte de 175 personas.
- 1932: en las islas Caimán, un huracán categoría 5 genera una marejada ciclónica de 10 metros que arrasa la isla Caimán Brac y mata 110 personas.
- 1932: en los Estados Unidos, Franklin Delano Roosevelt es elegido presidente.
- 1933: en los Estados Unidos ―en el marco del New Deal―, el presidente Roosevelt crea la Administración de Obras Civiles, una organización que dará trabajos temporales (solo durante este invierno, hasta el 31 de marzo de 1934) a cuatro millones de desempleados.
- 1933: en Kabul (Afganistán), durante una ceremonia de graduación en un instituto de enseñanza secundaria, un hombre armado con una pistola Colt M1911 calibre 45 asesina al rey Mohamed Nadir Shah (50). Le reemplazará su hijo, Mohamed Zahir Shah (1914-2007).
- 1935: en Brasil tiene lugar un levantamiento popular dirigido por socialistas y comunistas.
- 1936: en España, el general Miaja se hace responsable militar y político de Madrid tras la retirada del Gobierno de la ciudad durante la Guerra Civil.
- 1939: en Múnich (Alemania), Hitler ―en el marco de los festejos por los 16 años de su putsch (golpe de Estado) de Múnich― sobrevive a un atentado perpetrado por Georg Elser en la cervecería Bürgerbräukeller en la que se había fundado el partido nazi años antes.
- 1939: En Venlo (Países Bajos), los alemanes arrestan a dos agentes británicos del Servicio de inteligencia. (Incidente de Venlo).
- 1941: se funda el Partido del Trabajo de Albania.
- 1942: en el marco de la Segunda Guerra Mundial, fuerzas de Estados Unidos y del Reino Unido desembarcan en el Norte de África, en la Operación Torch.
- 1942: en Argel ―en el marco de la Segunda Guerra Mundial―, la resistencia francesa realiza un ataque, en el que 400 civiles franceses neutralizan al ejército francés vichista pronazi. Después de 15 horas de lucha arrestan a varios generales vichistas, permitiendo el éxito inmediato de la Operación Torch.
- 1950: en el marco de la guerra de Corea, el teniente Russell J. Brown derriba un MiG-15 norcoreano. Es el primer combate de jets de la historia.
- 1956: Israel decide retirar sus tropas del monte Sinaí.
- 1957: en la isla Kiritimati en el océano Pacífico, el Reino Unido explota con éxito su primera bomba de hidrógeno (Operación Grapple).
- 1958: en Cuba, esbirros de la dictadura de Fulgencio Batista asesinan a los revolucionarios Ángel Ameijeiras, Pedro Gutiérrez y Rogelio Perea.
- 1960: en los Estados Unidos, John F. Kennedy es elegido presidente.
- 1962: en Argentina se crea el Centro de Tiro y Bombardeo “Teniente Félix Origone” con asiento en el Aeródromo Militar del mismo nombre, ubicado en el campo “Mazaruca”, en Colonia La Argentina, Provincia de Entre Ríos.[3]
- 1965: se crea el Territorio Británico del Océano Índico, que incluye el Archipiélago Chagos, Aldabra, Grupo Farquhar y las islas Des Roches.
- 1965: en Reino Unido es abolida la pena de muerte.
- 1965: en Vietnam ―en el marco de la guerra de Vietnam― la Brigada 173.ª estadounidense comienza la Operación Hump, pero son emboscados y vencidos por más de 1200 soldados del Vietcong.
- 1966: en los Estados Unidos el fiscal general por Massachusetts, Edward Brooke, se convierte en el primer afroestadounidense elegido para el Senado de los Estados Unidos.
- 1966: el papa Pablo VI autoriza una traducción común católica-protestante de la Biblia.
- 1971: la banda británica Led Zeppelin pone a la venta su cuarto álbum, Led Zeppelin IV, también llamado ZOSO, que contiene una de las más populares canciones del rock, «Stairway to Heaven».
- 1972: en los Estados Unidos inicia sus transmisiones el canal HBO.
- 1976: en Tesalónica (Grecia), una serie de terremotos causa el pánico. Terminará siendo evacuada.
- 1976: en Zinica, Waslala (antiguo departamento de Zelaya) de Nicaragua, Carlos Fonseca cae en combate contra las fuerzas de la guardia nacional de Anastasio Somoza Debayle.
- 1977: en Vergina (Grecia), el arqueólogo griego Manolis Andronikos descubre la tumba de Filipo II de Macedonia.
- 1983: en el aeropuerto de Lubango (Angola) fallecen 126 personas al estrellarse el vuelo 462, un avión Boeing 737 de las líneas aéreas angoleñas TAAG Angola.
- 1987: en Enniskillen (Irlanda del Norte), el IRA Provisional hace explotar una bomba en una festividad protestante matando a 20 personas.
- 1988: en los Estados Unidos, George H. W. Bush es elegido presidente.
- 1995: en Madrid (España), el Congreso aprueba el actual Código penal.
- 2001: en Huelva (España) se inaugura el Nuevo Colombino, estadio del Real Club Recreativo de Huelva.
- 2004: en el marco de la guerra de Irak, más de 10 000 marines estadounidenses atacan la villa insurgente de Faluya.
- 2008: un atentado terrorista por narcotraficantes ocurre en un autobús en Zacapa, Guatemala. Causando la muerte de 15 extranjeros.
- 2009: en España, por primera vez más del 50 % de la electricidad producida es generada por los parques eólicos.[4]
- 2011: el asteroide 2005 YU55 pasa a 325 000 km de la Tierra (0,85 veces la distancia de la Tierra a la Luna), y llega a una magnitud aparente de 11, por lo que pudo ser visible solo con prismáticos. El 26 de diciembre de 2010, el asteroide XC15 había pasado a 300 000 km de la Tierra.
- 2011: en Hollywood (California), la cantante colombiana Shakira recibe una estrella en el paseo de la fama. Es la primera colombiana que recibe esa distinción.
- 2014: en Yemen, el partido Congreso Popular General (CPG), presidido por el derrocado dictador yemení Ali Abdulá Saleh, decide no formar parte del nuevo Gobierno, pactado días atrás por los partidos del país.[5][6][7]
- 2016: Se celebran las 58.º elecciones presidenciales de Estados Unidos, Donald Trump se convierte en el  45.º presidente de los Estados Unidos.
- 2018: La cantante Rosalía presentó su segundo álbum de estudio El mal querer, el cual en el mismo día de lanzamiento alcanzó el número 1 en álbumes.
- 2019: en Brasil el expresidente Lula da Silva abandona la cárcel después de estar 580 días en prisión.
- 2023: Cierra la plataforma Omegle sin anuncio previo.

## Nacimientos
- 30: Nerva, emperador romano (f. 98).
- 1028: Guillermo I, rey inglés entre 1066 y 1087 (f. 1087).
- 1342: Juliana de Norwich, escritora mística y santa inglesa (f. 1416).
- 1431: Vlad Drácula, el Empalador (Țepeș), militar y aristócrata valaco, personaje de la novela Drácula (f. 1476).
- 1491: Teófilo Folengo, poeta italiano (f. 1544).
- 1543: Lettice Knollys, aristócrata inglesa (f. 1634).
- 1563: Enrique II de Lorena, aristócrata francés (f. 1624).
- 1572: Juan Segismundo I de Brandeburgo, aristócrata prusiano (f. 1619).
- 1622: Carlos X, rey sueco (f. 1660).
- 1656: Edmund Halley, astrónomo y matemático británico (f. 1743).
- 1706: Johann Ulrich von Cramer, filósofo alemán (f. 1772).
- 1710: Sarah Fielding, escritora británica (f. 1768).
- 1723: John Byron, explorador y vicealmirante británico (f. 1786).
- 1763: Xavier de Maistre, militar y escritor saboyano (f. 1852).
- 1765: Martín Fernández de Navarrete, escritor, marino y bibliotecario español (f. 1844).
- 1777: Desideria Clary, aristócrata francesa, esposa del rey de Suecia (f. 1860).
- 1778: Augusta Sofía, aristócrata británica, hija del rey Jorge III (f. 1840).
- 1802: Benjamin Hall, ingeniero civil y político británico (f. 1867).
- 1814: Gustav Hartlaub, médico y zoólogo alemán (f. 1900).
- 1847: Jean Casimir-Perier, político francés (f. 1907).

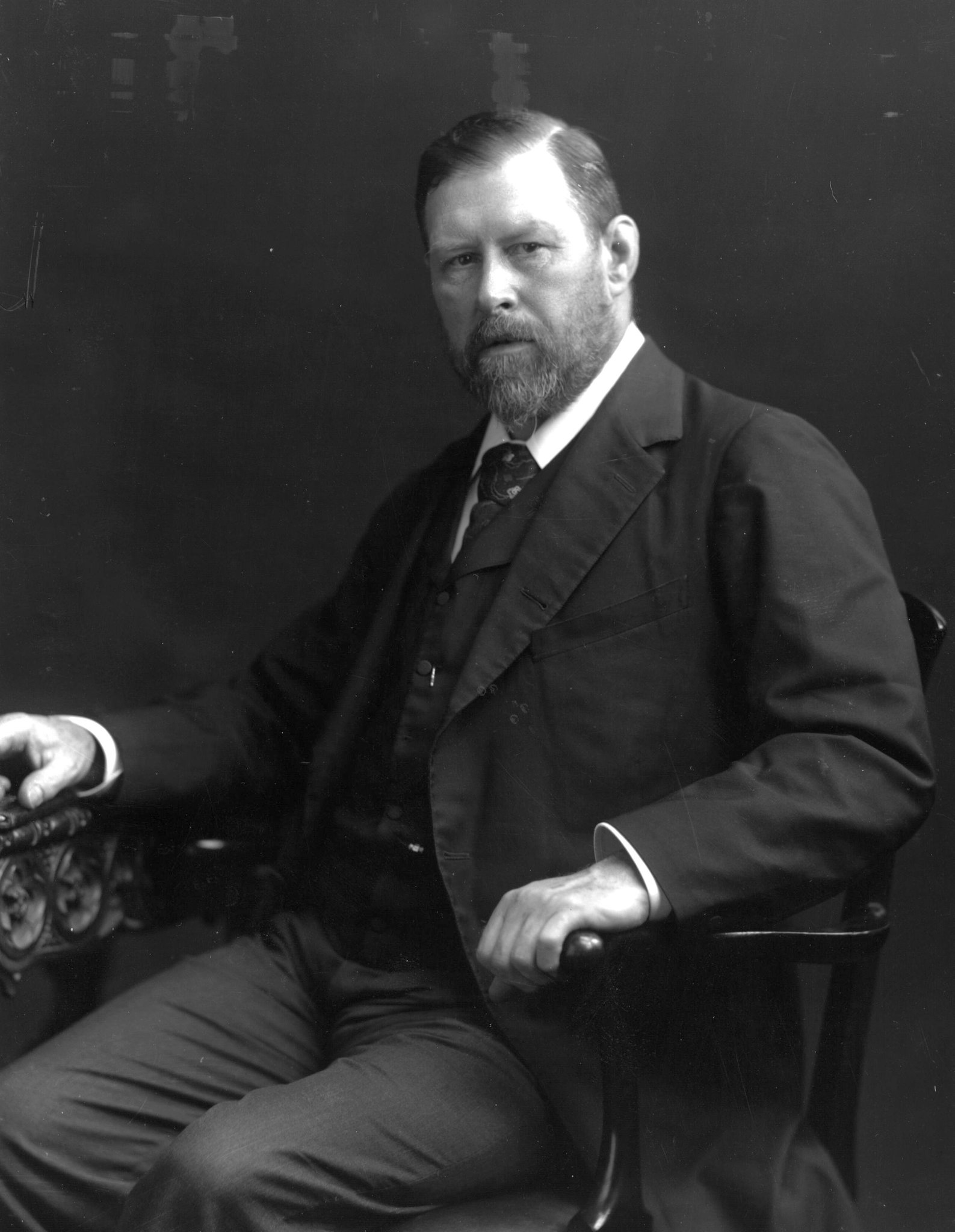
Bram Stoker.

- 1847: Bram Stoker, novelista irlandés, autor de la novela Drácula (f. 1912).
- 1848: Gottlob Frege, matemático y filósofo alemán (f. 1925).
- 1854: Johannes Rydberg, físico sueco (f. 1919).
- 1856: Rafael Hernández León, compositor venezolano (f. 1928).
- 1862: René Viviani, político francés (f. 1925).
- 1868: Felix Hausdorff, matemático alemán (f. 1942).
- 1872: Roberto Lehmann Nitsche, médico y etnólogo alemán (f. 1938).
- 1874: Felipe Carrillo Puerto, político, periodista y caudillo mexicano (f. 1924).
- 1876: Louis Bernacchi , astrónomo belga (f. 1942).
- 1883: Arnold Bax, compositor británico (f. 1953).
- 1883: Charles Demuth, pintor estadounidense (f. 1935).
- 1884: Hermann Rorschach, psiquiatra suizo (f. 1922).
- 1885: Tomoyuki Yamashita, general japonés (f. 1946).
- 1890: Astrojildo Pereira, escritor y político brasileño (f. 1965).
- 1892: Erminio Blotta, escultor argentino (f. 1976).
- 1893: Prayadhipok Rama VII, rey tailandés (f. 1941).
- 1896: Marie Prevost, actriz canadiense (f. 1937).
- 1896: Fernando Gualtieri, editor y poeta anarquista argentino (f. 1967).
- 1897: Dorothy Day, activista católica estadounidense (f. 1980).
- 1899: Rodulfo Brito Foucher, jurista y académico (f. 1970).
- 1900: Margaret Mitchell , escritora estadounidense (f. 1949).
- 1901: Gheorghe Gheorghiu-Dej , presidente rumano (f. 1965).
- 1901:  Mercedes Carvajal de Arocha, escritora, política y diplomática venezolana. (f. 1994).
- 1908: Martha Gellhorn, periodista y escritora estadounidense (f. 1998).
- 1914: George Dantzig, matemático estadounidense (f. 2005).

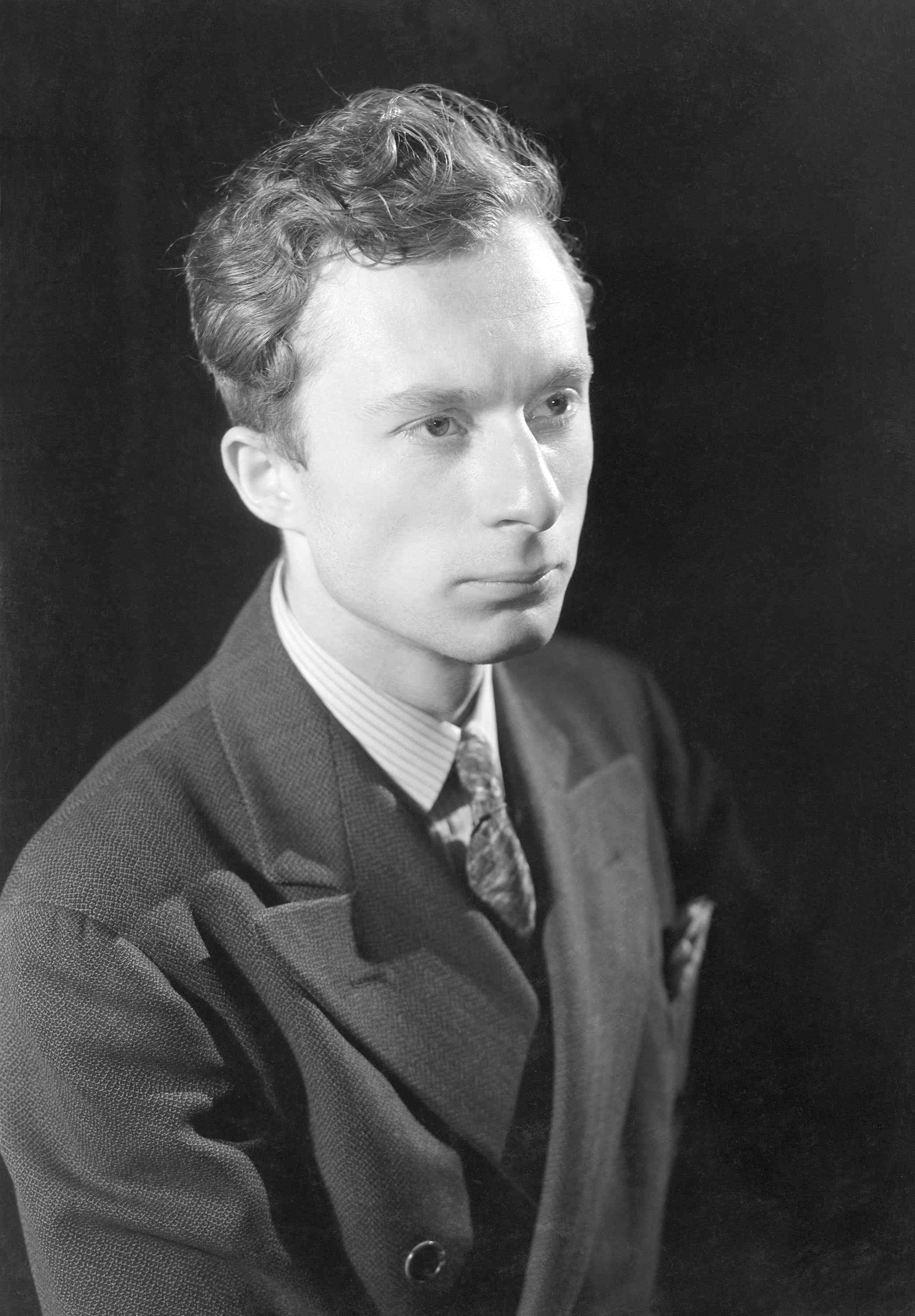
Norman Lloyd.

- 1914: Norman Lloyd, actor, productor y director de cine estadounidense (f. 2021).
- 1916: Peter Weiss, escritor y dramaturgo alemán (f. 1982).
- 1918: Kazuo Sakamaki, oficial naval japonés (f. 1999).
- 1918: Hermann Zapf, tipógrafo y diseñador alemán (f. 2015).
- 1919: Sergio Ossa, ingeniero chileno (f. 2012).
- 1920: Esther Rolle, actriz afroestadounidense (f. 1998).
- 1922: Christiaan Barnard, cirujano sudafricano (f. 2001).
- 1922: Ademir Marques de Menezes, futbolista brasileño (f. 1996).
- 1923: Jack Kilby, ingeniero eléctrico estadounidense, inventor del microchip, premio nobel de física en 2000 (f. 2005).
- 1924: Dmitri Yázov, militar ruso (f. 2020).
- 1924: Ruy Pérez Tamayo, médico patólogo e inmunólogo, investigador, divulgador de la ciencia y académico mexicano (f. 2022).
- 1925: Tomás Zori, actor español (f. 2002).
- 1925: Asunción Balaguer , actriz española (f. 2019).
- 1925: Nina Miranda, cantante uruguaya (f. 2012).
- 1926: Alfredo Saint-Jean, militar y dictador argentino (f. 1987).
- 1927: Nguyen Khanh, primer ministro vietnamita (f. 2013).
- 1927: Patti Page, cantautora estadounidense (f. 2013).
- 1929: Dragoljub Milošević, futbolista y entrenador serbio (f. 2005).
- 1929: Jona Senilagakali, político fiyiano (f. 2011).
- 1930: Manuel Piti Fajardo, médico cubano, y comandante de la Sierra Maestra (f. 1960).
- 1931: Darla Hood, actriz estadounidense (f. 1979).
- 1931: Jim Redman, piloto de motociclismo británico-zimbabuense.
- 1932: Stephane Audrán , actriz francesa (f. 2018).
- 1932: Felipe Mellizo, periodista español (f. 2000).
- 1933: Peter Arundell, piloto de automovilismo británico (f. 2009).
- 1935: Alain Delon, actor francés de cine (f. 2024).
- 1935: Alfonso López Trujillo, cardenal colombiano (f. 2008).
- 1936: Claudio Bravo, pintor chileno (f. 2011).
- 1936: Mitsutoshi Furuya, mangaka japonés (f. 2021).
- 1936: Virna Lisi, actriz italiana (f. 2014).
- 1938: Driss Basri, político marroquí (f. 2007).
- 1938: Omar Caetano, futbolista uruguayo. (f. 2008)
- 1942: Sara Gómez, cineasta y feminista cubana (f. 1974).
- 1942: Sandro Mazzola, futbolista italiano.
- 1943: Juan Ferrara, actor mexicano.
- 1943: David Roger Given, botánico británico (f. 2005).
- 1946: John Farrar, cantautor y productor australiano.
- 1946: Guus Hiddink, entrenador neerlandés de fútbol.
- 1946: Roy Wood, compositor y músico británico, de las bandas Electric Light Orchestra y The Move.
- 1947: Minnie Riperton, cantante estadounidense (f. 1979).
- 1949: Bonnie Raitt, cantante, compositora y guitarrista estadounidense.
- 1949: Russell Mittermeier, primatólogo estadounidense.
- 1951: Angelina Abbona, abogada y política argentina.
- 1951: Alfredo Astiz, marino y criminal argentino.
- 1952: Jan Raas, ciclista neerlandés.
- 1952: Alfre Woodard, actriz estadounidense.
- 1953: John Musker, director estadounidense de animación.
- 1954: Kazuo Ishiguro, escritor británico-japonés, premio nobel de literatura en 2017.
- 1954: Rickie Lee Jones, cantante estadounidense.
- 1955: Patricia Barber, cantautora y pianista estadounidense de blues.
- 1956: Fernando de Villena, escritor español.
- 1956: Mari Boine, músico noruego.
- 1957: Porl Thompson, músico británico, de la banda The Cure.
- 1958: Don Byron, clarinetista estadounidense.
- 1958: Yoav Galant, militar israelí.
- 1959: Benjamín Robles Montoya, político mexicano.
- 1960: Oleg Ménshikov, actor y cantante ruso.
- 1960: Michael Nyqvist, actor sueco (f. 2017).

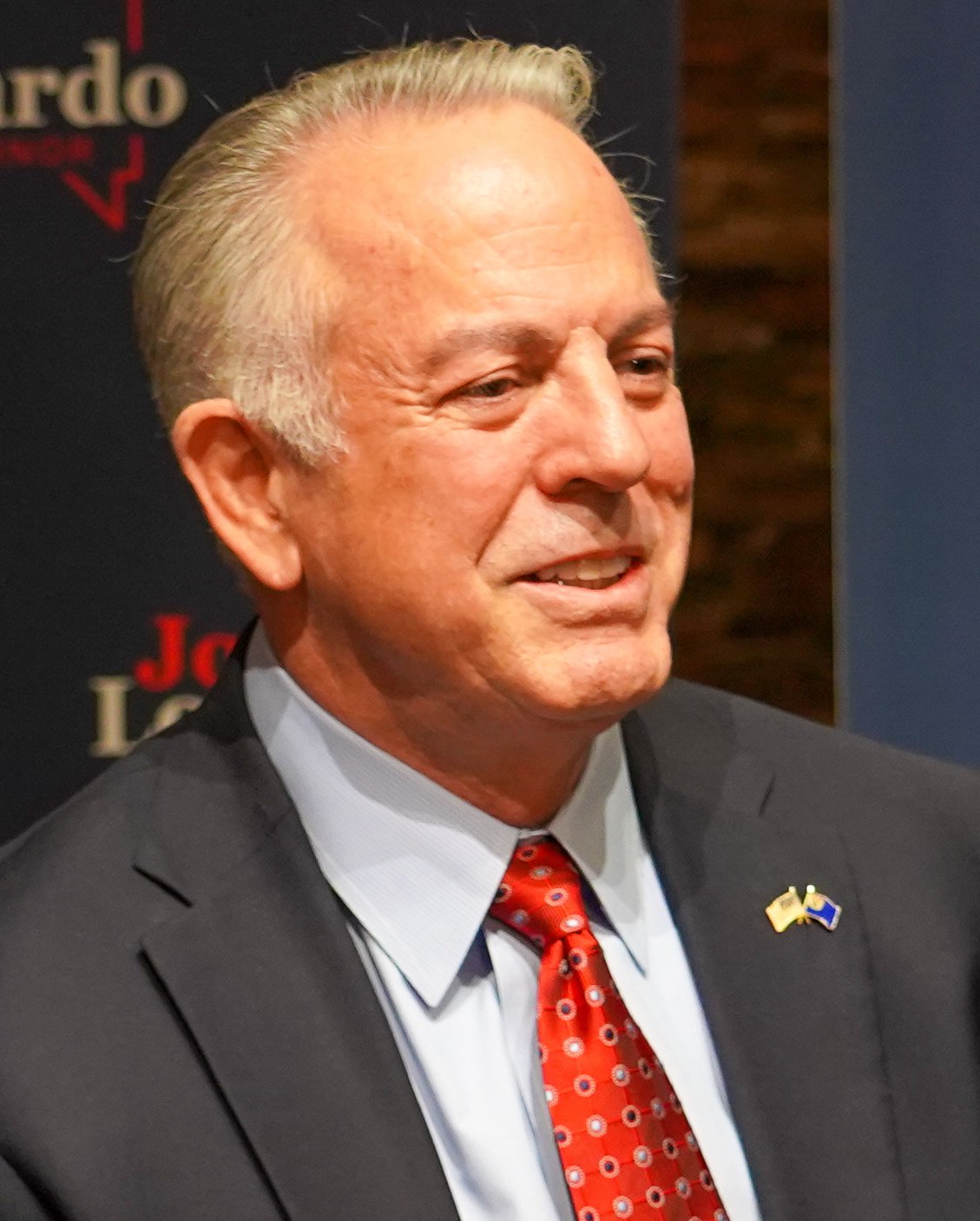
Joe Lombardo

- 1962: Joe Lombardo, militar y político estadounidense, Gobernador de Nevada desde 2023.
- 1963: Alicia Miyares, filósofa y escritora española.
- 1965: Matthew Biondi, nadador estadounidense ganador de 7 medallas olímpicas.
- 1965: Antonio Helguera, caricaturista mexicano (f. 2021).
- 1966: Gordon Ramsay, cocinero y presentador británico.
- 1967: José Luis Pérez Caminero, futbolista español.
- 1967: Courtney Thorne-Smith, actriz estadounidense.
- 1968: Parker Posey, actriz estadounidense.
- 1968: Sergio Porrini, futbolista italiano.
- 1968: Zara Whites (Esther Kooiman), actriz porno neerlandesa.
- 1968: José Offerman, beisbolista dominicano.
- 1969: Hernán Caire, conductor de televisión y cantante argentino.
- 1970: José Francisco Porras, futbolista costarricense.
- 1970: Diana King, cantante jamaicana.
- 1970: Horacio Villalobos, actor, escritor y presentador mexicano.
- 1970: Tom Anderson, empresario estadounidense.
- 1971: Carlos Atanes, cineasta español.
- 1972: Gretchen Mol, actriz estadounidense.
- 1973: Edgardo Alfonzo, beisbolista venezolano.
- 1974: Masashi Kishimoto, mangaka japonés.
- 1974: Seishi Kishimoto, mangaka japonés.
- 1974: Matthew Rhys, actor británico.
- 1975: Brevin Knight, baloncestista estadounidense.
- 1975: Jimena Cyrulnik, actriz, modelo y conductora argentina.
- 1975: José Manuel Pinto, futbolista español.
- 1975: Tara Reid, actriz estadounidense.
- 1975: Ángel Corella, bailarín español.
- 1976: Jawhar Mnari, futbolista tunecino.
- 1976: Alejandra Gutiérrez Campos, política mexicana.
- 1977: Claudia Moreno, actriz, modelo y exreina de belleza venezolana.
- 1978: Alí Karimí, futbolista iraní.
- 1978: Julio Sergio, futbolista brasileño.
- 1978: Tim de Cler, futbolista neerlandés.
- 1979: Dania Ramírez, actriz dominicana.
- 1979: Aaron Hughes, futbolista norirlandés.
- 1979: Dash Berlin, DJ y productor neerlandés de música trance.
- 1979: Ana Morgade, Presentadora, humorista y actriz española
- 1980: Ana Vidovic, guitarrista clásica.
- 1980: Luís Fabiano, futbolista brasileño.
- 1980: Sebastián Battaglia, futbolista argentino.
- 1981: Joe Cole, futbolista británico.
- 1981: Bradley "Brad" Davis, futbolista estadounidense.
- 1981: Azura Skye, actriz estadounidense.
- 1982: Ted DiBiase, Jr., luchador profesional estadounidense.
- 1982: Mika Kallio, motociclista finlandés.
- 1982: Lynndie England, soldado, abusadora y torturadora estadounidense (relacionada con la cárcel de Abu Ghraib).
- 1982: Sam Sparro, cantautor, presentador y exactor infantil australiano.
- 1983: Remko Pasveer, futbolista neerlandés.
- 1983: Chris Rankin, actor neozelandés.
- 1983: Blanka Vlasich, atleta croata.
- 1983: Pável Pogrebniak, futbolista ruso.
- 1984: Keith Lee, luchador profesional estadounidense.
- 1985: Magda Apanowicz, actriz canadiense.
- 1985: Jack Osbourne, actor británico.
- 1985: Shuto Tanaka, futbolista japonés.
- 1986: Aaron Swartz, programador y activista estadounidense (f. 2013).
- 1987: Kazuchika Okada, luchador profesional japonés.
- 1988: Jessica Lowndes, actriz y cantante canadiense.
- 1988: Sven Schipplock, futbolista alemán.
- 1988: Dan Mori, futbolista israelí.
- 1989: Morgan Schneiderlin, futbolista francés.
- 1989: Giancarlo Stanton, beisbolista estadounidense.
- 1989: SZA, cantante estadounidense.
- 1989: Can Yaman, actor turco.
- 1990: Denise Rosenthal, cantante y actriz chilena.
- 1990: Alejandro Cortell Palanca, futbolista español.
- 1991: Riker Lynch, cantante, bajista, actor y bailarín estadounidense.
- 1993: Przemek Karnowski, baloncestista polaco.
- 1993: Ikki Arai, futbolista japonés.
- 1994: Lauren Alaina, cantante estadounidense.
- 1994: Will de Havilland, futbolista inglés.
- 1994: Isaac Portillo, futbolista salvadoreño.
- 1994: Ayumi Oya, futbolista japonés.
- 1994: Kyohei Yoshino, futbolista japonés.
- 1995: Ado Onaiwu, futbolista japonés.
- 1996: Denisse Orellana, futbolista chilena.
- 1996: Jens Stage, futbolista danés.
- 1996: David Aubry, nadador francés.
- 1996: Daniel Opazo, futbolista argentino.
- 1996: Gustavo Sangaré, futbolista burkinés.
- 1996: Nadezhda Sokolova, luchadora rusa.
- 1996: Wiktoria Johansson, cantante sueca.
- 1996: Kaiser Gates, baloncestista estadounidense.
- 1996: Jon Davis, baloncestista estadounidense.
- 1996: Andżelika Wójcik, patinadora de velocidad sobre hielo polaca.
- 1996: Alex Saniel, futbolista vanuatuense.
- 1997: Akram Tawfik, futbolista egipcio.
- 1997: Young Miko, cantante puertorriqueña.
- 1998: Maycon Cleiton de Paula Azevedo, futbolista brasileño.
- 2000: Jade Pettyjohn, actriz estadounidense.
- 2000: Jasmine Thompson, cantante británica.
- 2000: David Zima, futbolista checo.
- 2001: Max Svensson Río, futbolista español.
- 2002: Ilhan Fandi, futbolista singapurense.

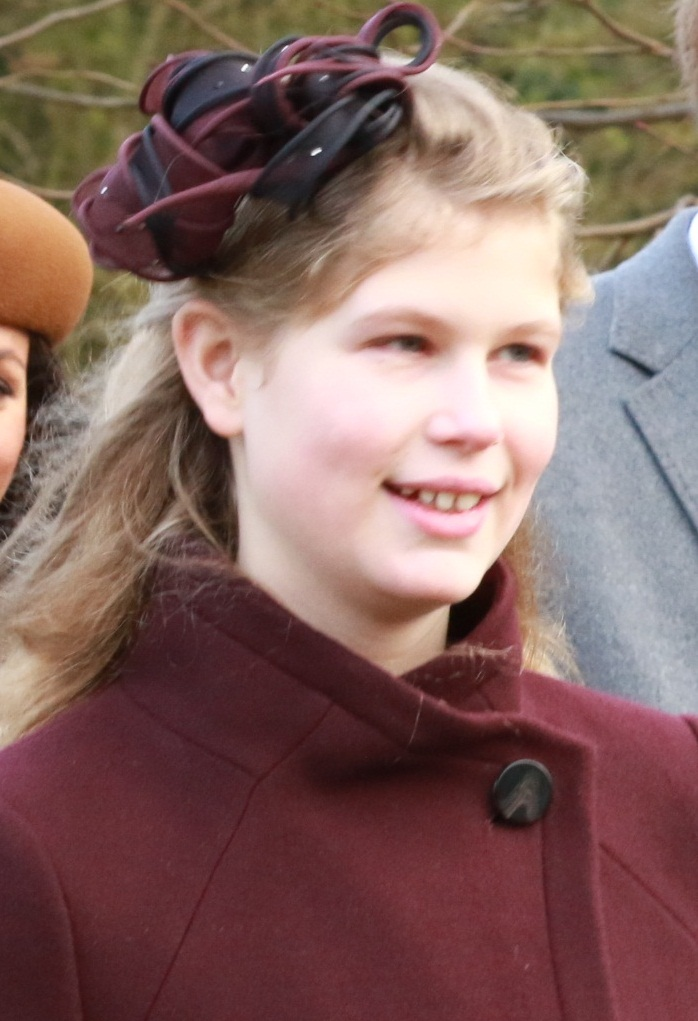
Luisa Mountbatten-Windsor

- 2003: Luisa Mountbatten-Windsor, miembro de la Familia Real Británica.
- 2011: Jung Hyun-joon, actor y modelo infantil surcoreano.

## Fallecimientos
- 1226: Luis VIII, rey francés (n. 1187)
- 1246: Berenguela de Castilla, aristócrata castellana, esposa del rey Alfonso IX de León (n. 1180).
- 1308: Duns Scotus, filósofo escocés (n. 1266).
- 1517: Cardenal Cisneros, religioso español (n. 1436).
- 1527: Jerónimo Emser, teólogo alemán (n. 1477).
- 1599: Francisco Guerrero, músico español (n. 1528).
- 1605: Robert Catesby, aristócrata inglés, líder de la conspiración de la pólvora (n. 1572).
- 1674: John Milton, poeta y novelista inglés (n. 1608).
- 1719: Michel Rolle, matemático francés (n. 1652).
- 1817: Andrea Appiani, pintor italiano (n. 1754).
- 1847: María Remedios del Valle, enfermera y militar afroargentina (n. 1766 o 1767).
- 1858: George Peacock, matemático británico (n. 1791).
- 1873: Manuel Bretón de los Herreros, dramaturgo español (n. 1796).
- 1876: María Victoria dal Pozzo, aristócrata francesa, reina consorte de España (n. 1847).
- 1877: Amalia de Baviera, aristócrata alemana (n. 1801).
- 1885: Cesáreo Guillermo, presidente dominicano (n. 1847).
- 1887: Doc Holliday, pistolero y jugador estadounidense (n. 1851).
- 1890: César Franck, compositor y organista francés de origen belga (n. 1822).
- 1890: Cristóbal Rojas, pintor venezolano (n. 1858).
- 1896: Dolores Costa, mujer argentina, esposa del presidente Urquiza (n. 1831).
- 1908: Victorién Sardou, dramaturgo francés (n. 1831).
- 1933: Mohamed Nadir Shah, rey afgano (n. 1883).
- 1934: Carlos Chagas, médico brasileño (n. 1879).
- 1936: Arturo Ambrogi, periodista y escritor salvadoreño (n. 1875).
- 1937: James Ramsay MacDonald, político británico (n. 1866).
- 1940: Alfonso Hernández Catá, cuentista cubano (n. 1885).
- 1944: José Franchy y Roca, político español (n. 1871).
- 1944: Walter Nowotny, piloto alemán (n. 1920).
- 1945: August von Mackensen, mariscal de campo alemán (n. 1849).
- 1946: Alfredo Ramos Martínez, pintor mexicano (n. 1871).
- 1952: Isidoro Acevedo, comunista español (n. 1867).
- 1953: Ivan Alekseyevich Bunin, escritor ruso premio Nobel de Literatura (n. 1870).
- 1959: Heleno de Freitas, futbolista brasileño (n. 1920).
- 1963: Alberto Insúa, escritor y periodista español (n. 1883).
- 1965: Dorothy Kilgallen, columnista estadounidense (n. 1913).
- 1968: Wendell Corey, actor estadounidense (n. 1914).
- 1969: Ricardo Aguirre, músico venezolano (n. 1939).
- 1969: Vesto Melvin Slipher, astrónomo estadounidense (n. 1875).
- 1978: Norman Rockwell, ilustrador estadounidense (n. 1894).
- 1978: Armando Muñoz Calero, médico y directivo de fútbol español (f. 1908).
- 1979: Yvonne de Gaulle, personalidad francesa, esposa del presidente Charles de Gaulle (n. 1900).
- 1981: Guillermo Evans, atleta olímpico argentino (n. 1923).
- 1984: Ciriaco (Ciriaco Errasti), futbolista español (n. 1904).
- 1985: Nicolás Frantz, ciclista luxemburgués (n. 1899).
- 1985: Masten Gregory, piloto estadounidense de Fórmula 1 (n. 1932).
- 1986: Franz Xaver Dorsch, ingeniero alemán (n. 1889).
- 1986: Viacheslav Mólotov, político soviético (n. 1890).
- 1990: Lawrence Durrell, escritor indofrancés (n. 1912).
- 1993: Andréi Nikoláievich Tíjonov, matemático ruso (n. 1906).
- 1998: Rumer Godden, escritor británico (n. 1907).
- 1998: Jean Marais, actor francés (n. 1913).
- 1999: Lester Bowie, trompetista estadounidense de jazz (n. 1941).
- 1999: César Miró, escritor y compositor peruano (n. 1907).
- 1999: Antonio Fernández-Galiano, político español (n. 1926).
- 1999: León Stukelj, gimnasta esloveno (n. 1898).
- 2001: Marisa Dippe, actriz, directora de teatro y titiritera argentina (n. 1964).
- 2001: Chucho Salinas, actor y cómico mexicano (n. 1928).
- 2004: Nelly Meden, actriz argentina (n. 1928).
- 2006: Basil Poledouris, compositor estadounidense de origen griego (n. 1945).
- 2007: Mario Sánchez, actor y humorista argentino (n. 1936).
- 2009: Vitali Guínzburg, físico y astrofísico ruso, premio nobel de física en 2003 (n. 1916).
- 2010: Gregorio Barradas Miravete, político mexicano (n. 1982).
- 2010: Emilio Eduardo Massera, dictador, asesino convicto y almirante argentino; en prisión (n. 1925).
- 2010: Mijaíl Savitski, pintor bielorruso (n. 1922).
- 2010: Quintin Dailey, baloncestista estadounidense (n. 1961).
- 2010: Jack Levine, pintor realista y grabador estadounidense (n. 1915).
- 2011: Valentín Kozmich Ivanov, futbolista ruso (n. 1934).
- 2011: Heavy D, rapero jamaico-estadounidense (n. 1967).
- 2011: Óscar Cantuarias, arzobispo peruano (n. 1931).
- 2011: Ed Macauley, baloncestista estadounidense (n. 1928).
- 2012: Lizardo Díaz, actor y cantante colombiano, del grupo de folclore Los Tolimenses (n. 1928).
- 2014: Aurora Bernárdez, traductora y escritora argentina, exesposa de Julio Cortázar (n. 1920).
- 2014: Giovan Battista Pirovano, futbolista italiano (n. 1937).
- 2016: Umberto Veronesi, médico, político, cirujano y oncólogo italiano (n. 1925).
- 2020: Audómar Ahumada Quintero (70), político mexicano, rector de la UAS; coronavirus (n. 1950).[8]
- 2020: Oscar Benton (71), cantante y compositor neerlandés de blues (n. 1949).
- 2020: Alex Trebek (80), productor de televisión y presentador canadiense (n. 1940).
- 2020: Víctor Valencia de los Santos (61), político mexicano; coronavirus (n. 1959).[9]
- 2020: Carlos G. Vallés (95), sacerdote jesuita, matemático y escritor religioso español (n. 1925), compañero del padre Tony de Mello.[10]
- 2020: Vanusa (73), cantante brasileña (n. 1947).[11]
- 2021: Amalia Aguilar (97), rumbera y actriz cubano-mexicana (n. 1924).
- 2022: Dan McCafferty, cantante británico (n. 1946).

## Celebraciones
- Día Mundial del Urbanismo.[12]Celebración creada en 1949 por iniciativa del ingeniero argentino Carlos María della Paolera, con el propósito de abogar por los intereses públicos y profesionales de la planificación urbana.

- Día Mundial de la Radiología.[13]Celebración en el aniversario del descubrimiento de los rayos X por Wilhelm Roentgen en 1895, para reconocer la importancia de la radiología en el diagnóstico médico y promover conciencia sobre su uso seguro y efectivo.

- Día Mundial de la Filantropía.[14]Jornada para promover y reconocer el trabajo desinteresado y altruista de individuos y organizaciones en busca del bienestar de la sociedad. La palabra "filantropía" proviene del griego "philos" (amor) y "anthropos" (hombre), significando "amor a la humanidad". Es una oportunidad para inspirar y motivar a más personas a contribuir con acciones que generen un impacto positivo en su comunidad.

 Por países
(Por orden alfabético)
- Albania:
  - Día Nacional de la Juventud.[15]

- Argentina: 
  - Día Nacional del Trabajador Municipal. En conmemoración de la fecha de 1959 en la que se creó la Confederación de Trabajadores Municipales de la República Argentina.
  - Día Nacional de los Afroargentinos y de la Cultura Afro.[16]
  - Día del Técnico Radiólogo.[17]
    -  Misiones: 
      -  Posadas: Aniversario de la ciudad.[18]
Fundación: 8 de noviembre de 1870 (154 años).

- Azerbaiyán: 
  - Día de la Victoria.[19]

### Santoral católico
- San Adeodato I.[20]
- San Claro de Tours.
- San Godofredo de Amiens.
- San Wilehado de Brema.

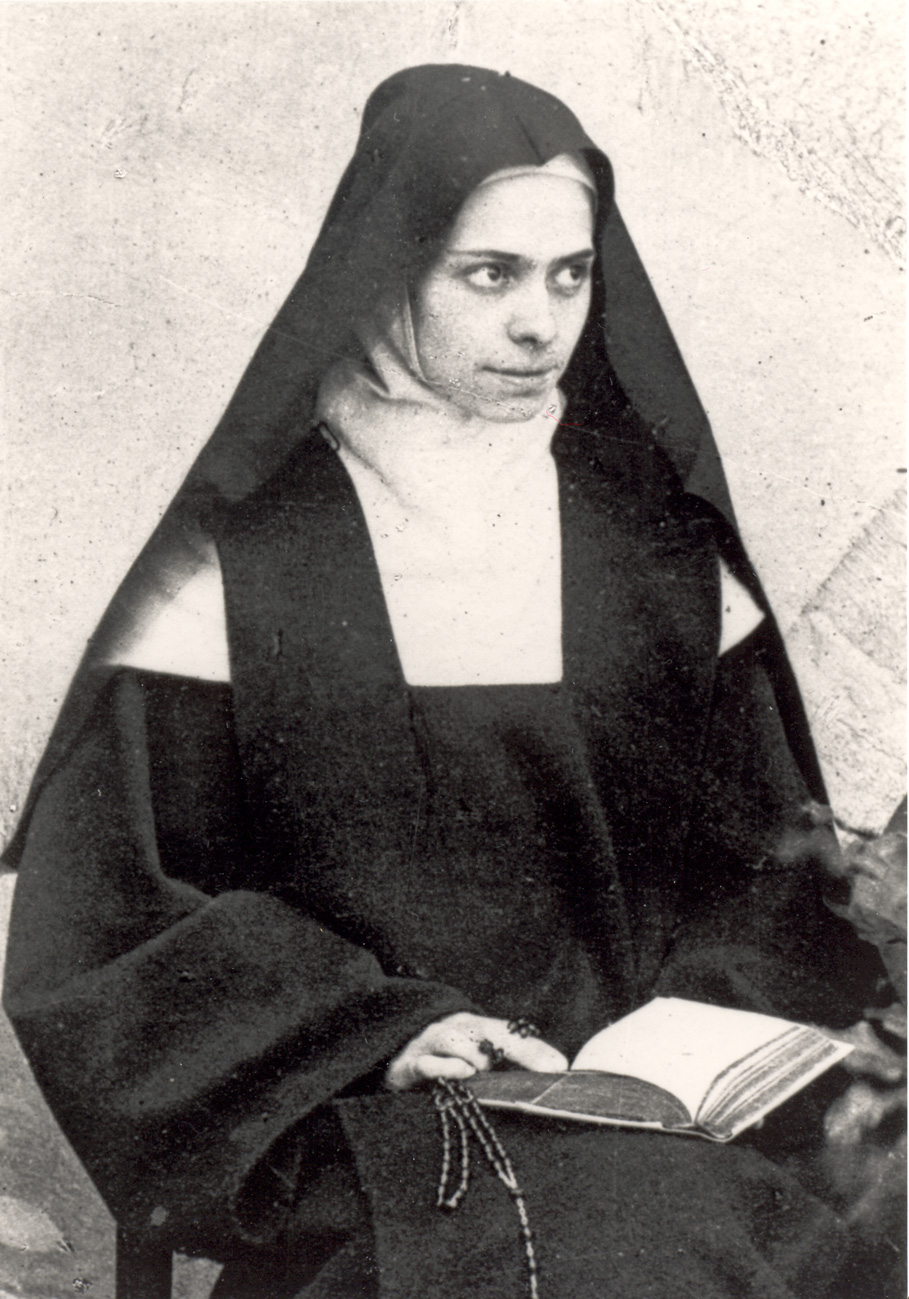
Santa Isabel de la Trinidad.

- Santa Isabel de la Trinidad (imagen ilustrativa).
- Beato Isaías Boner.
- Beato Juan Duns Escoto.
- Beata María Crucificada Satellico.

 Por países
(Por orden alfabético)
- Chile: 
  - Comienza el Mes de María en la Iglesia católica.